# Медаль «За выдающиеся лётные заслуги»
Медаль «За выдающиеся лётные заслуги» (англ. Distinguished Flying Medal (DFM)) — военная награда Великобритании, вручаемая младшим рангам Королевских ВВС, и ВВС стран Содружества. Награда вручается «За исключительную доблесть, мужество и преданность долгу в полетах, при боевом соприкосновении с противником». Эта награда была учреждена 3 июня 1918 года и упразднена в 1993 году, в связи с реформой Британской системы наград, которая устранила различия в наградах «За храбрость» для старших и младших рангов.

## История
Медалью, награждались лица не имевшие право на получение Креста «За выдающиеся лётные заслуги», так крестом награждались офицеры и уорент-офицеры, а медалью остальной личный состав ВВС (хотя уорент-офицеры могли награждаться как крестом, так и медалью).
По старшинству Медаль «За выдающиеся лётные заслуги» занимала место между Воинской медалью и медалью ВВС.
Кавалеры медали имеют право использовать после имени аббревиатуру «DFM».
С 1979 года появилась возможность награждать посмертно, до этого наградить посмертно можно было только Крестом Виктории, а в 1993 году медаль была упразднена в рамках пересмотра британской системы наград.
Награда также использовалась странами Содружества, но к 1990-м годам большинство из них, включая Канаду, Австралию и Новую Зеландию, создали свои собственные системы наград и перестали использовать британские награды.

## Категории награды
Существовало две категории наград: «Медленные» и «Немедленные»

### «Немедленные» награды
Это награды, которые выдаются как правило, в отношении акта или актов храбрости или преданности долгу, которые, как считается, требуют немедленного признания. В таких обстоятельствах решение о присуждении награды выдается специальным командованием, которому с 1939 года королем Георгом VI были даны полномочия на самостоятельное присуждение этой награды.

### «Длительные» награды
Решение о присуждении этих наград делаются монархом, кандидаты на присуждение этих наград рекомендуются Министерством авиации. Основанием для награждения является преданность долгу, в течение длительного периода времени. Эта категория наград в большинстве случаев вручается в знак признания успешного завершения цикла полетов. Например, она может быть вручена по итогам проведения какой-либо операции.

## Описание
Награда представляет собой овальную серебряную медаль шириной 35 мм и длинной 41 мм.
На аверсе медали изображен правящий монарх.
- Король Георг V с непокрытой головой (вариант использовался с 1918 по 1929 год)
- Король Георг V в короне и мантиях (вариант использовался с 1930 по 1937 год)
- Король Георг VI с надписью «IND:IMP:» (индийский император) (вариант использовался с 1938 по 1949 год)
- Король Георг VI без надписью «IND:IMP:» (вариант использовался с 1949 по 1953 год)
- Королева Елизавета II (вариант использовался с 1953 по 1993 год)

Три наиболее распространенных дизайна аверса:

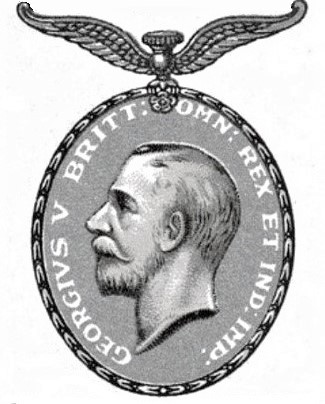
Георг V 1918-30
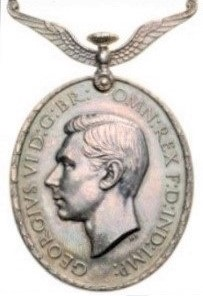
Георг VI 1938-49
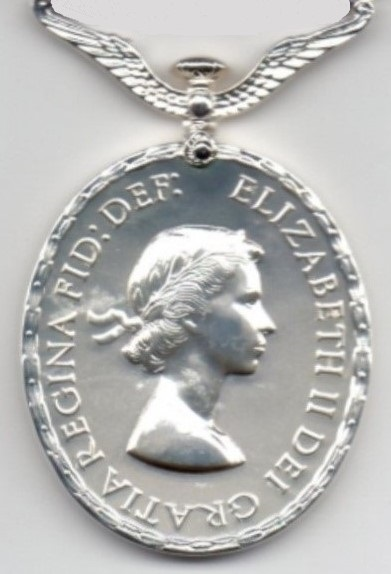
Елизавета II 1953-93

На реверсе изображена Афина, ястреб поднимается из ее правой руки, ниже ястреба написано словами «За храбрость». По ободку медали вьется тонкий лавровый венок. С 1938 года, к реверсу была добавлена дата «1918».
Подвеска состоит из двух распростертых крыльев.
Лента шириной 32 мм состоит из чередующихся фиолетовых и белых полос шириной 2 мм, наклоненных на 45 градусов влево. До июля 1919 года полосы были горизонтальными.

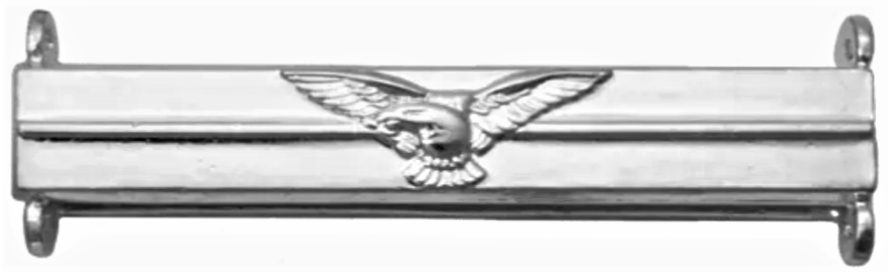
Пряжка надеваемая на ленту

За дальнейшие акты храбрости кавалеру медали выдается серебряная пряжка надеваемая на ленту медали, на ней изображен орёл.
Все награды имеют имя и служебные данные получателя, выгравированные на ободке.
| Орденские планки Медали «За выдающиеся лётные заслуги» | Орденские планки Медали «За выдающиеся лётные заслуги» | Орденские планки Медали «За выдающиеся лётные заслуги» | Орденские планки Медали «За выдающиеся лётные заслуги» |
|                                                        | медаль                                                 | медаль с пряжкой                                       |                                                        |
| ------------------------------------------------------ | ------------------------------------------------------ | ------------------------------------------------------ | ------------------------------------------------------ |
| 1918-1919                                              |                                                        |                                                        |                                                        |
| 1919-1993                                              |                                                        |                                                        |                                                        |

## Количество награждённых
С 1918 по 1993 год было вручено в общей сложности 6963 медалей, 64 первых пряжки и 1 вторая пряжка (Эти данные не учитывают награды присвоенные лётчикам-иностранцам).
| Годы      | Медали | С одной пряжкой | С второй пряжкой |
| --------- | ------ | --------------- | ---------------- |
| 1918—1919 | 104    | 2               | -                |
| 1920—1929 | 41     | -               | -                |
| 1930—1938 | 39     | 2               | -                |
| 1939—1945 | 6637   | 60              | 1                |
| 1946—1993 | 142    | -               | -                |
| Всего     | 6 963  | 64              | 1                |

Во время Первой мировой войны были награждены 104 лётчика из стран Содружества, двое из которых получили первую пряжку, также ещё четыре медали получили иностранные участники боевых действий — три бельгийца и один француз.
В период с 1920 по 1929 была вручена 41 медаль, и ещё 39 медалей и 2 пряжки к ним были вручены в 1930—1938 годах.
Во время Второй мировой войны лётчики стран Содружества получили 6637 медалей, 60 первых пряжек и 1 вторую пряжку.
По меньшей мере 170 медалей и 2 почетных пряжки к ним были вручены лётчикам-иностранцам, в том числе 39 наград получили американцы, 66 медалей и одну пряжку поляки, 33 французы, 14 медалей и одну пряжку чехословаки, 7 голландцы, 6 норвежцы, 4 награды получили граждане СССР.
Между 1946 и 1993 годом было присуждено ещё 142 медали.

## Известные лётчики награждённые Медалью «За выдающиеся лётные заслуги»
- Дональд Кингэби[англ.] (единственный человек получивший медаль и 2 пряжки к ней)
- Аарон, Артур
- Бёрлинг, Джордж Фредерик
- Бокий, Николай Андреевич
- Василиадис, Василиос
- Гарднер, Джимми
- Климов, Павел Дмитриевич
- Чегодаев, Фёдор Кузьмич
- Франтишек, Йозеф